# Трансчеловек (роман)
«Трансчеловек» — роман Юрия Никитина, вышедший в 2006 году в издательстве ЭКСМО тиражом 30 000 экз. Роман открывает «сингулярный подцикл» «Странных романов».
Автор написал художественный прогноз-timeline, основанный на изучении ключевых сверхтехнологий ближайшего будущего и трансгуманизма — мировоззрения, базирующегося на этих технологиях.
Сюжет романа опирается на технологический прогноз развития нано-, био-, инфо-, когно- и других сверхтехнологий. По глубине проработки материала роман относится к жанру научной фантастики. В романе анализируются социальные последствия применения и распространения технологий ближайшего будущего; также рассматривается проблема бессмертия человека в будущем. Затронуты темы эволюции семьи, преодоления демографических проблем и объединения государств.
Как и в случае с другими книгами Никитина (такими как «Скифы», «Иммортист»), знакомство с романом «Трансчеловек» для многих читателей стало толчком к более внимательному изучению идей, лежащих в основе книги — трансгуманистическому мировоззрению.

## Герои
Владимир — главный герой книги. Обычный ремонтник бытовой техники, не хватающий звёзд с неба. Учился в Бауманке, но из-за финансовых трудностей ему пришлось бросить учёбу. После смерти своей возлюбленной — Каролины, Владимир стал смотреть на мир иначе. Именно тогда он заразился идеей прожить достаточно долго до момента, когда он сможет оживить Каролину. Преследуя эту цель, Владимир делает всё возможное для продления своей жизни — принимает БАДы, вставляет в своё тело различные чипы. Сам не желая того, вначале становится успешным управленцем (?), а затем и известным учёным. Первый зачеловек (постчеловек). Сделав выбор между прошлым и будущим, он поставил на будущее — и был прав.
Каролина — возлюбленная Владимира. Работает в Центре астрономических вычислений. Именно она познакомила Владимира со своими друзьями — Голембовскими, Светланой, Михаилом, Колей и другими. Склонна к иммортализму, стремится не отставать от прогресса. Умерла 14-го июня 2006 года от лейкемии. Воскрешена Владимиром в 2118 году.
Аркадий — типичный, с точки зрения романа, представитель русской интеллигенции. Неустанно предостерегает всех от БАДов, чипизации, сокрушается об исчезновении малых народов и культур. Приняв одну точку зрения, он уже не смог (или не захотел) отказаться от неё. Став в 29 лет кандидатом наук, Аркадий бросал все свои силы на борьбу с трансгуманизмом. В высмеивании «сумасшедших, заботящихся о своём здоровье» по части шуток и приколов он обошёл даже Колю. Он собирал демонстрации за запрещение животных продуктов (чем противоречит самому себе в отрицании высоких технологий), позднее стал «председателем регионального комитета по защите человечества». Перенеся в 2046 году обширный инфаркт, Аркадий, несмотря на всё доводы, отказался вшить в себя чип мониторинга. Второй инфаркт застал его в лесу, одного. Труп обнаружили только через несколько дней.
Светлана — подруга Каролины. «Рослая блондинка с роскошной копной волос и в маечке, что открывает литые загорелые плечи и плоский живот, вошла с ослепительной улыбкой, ослепительно красивая, как фотомодель, прямоспинная, с высокой грудью и дивной тонкой талией — работа инструктором в шейпинг-центре обязывает и самой быть картинкой, иначе народ не станет ломиться в такую группу». Добилась определённых успехов в бизнесе — она стала директором сети шейпинг центров в Москве. Влюблена во Владимира. Соглашается со многими его мыслями, но боится менять хоть что-то в своём теле. Вместо этого она тщательным образом следит за своим здоровьем, пьёт различные пищевые добавки, тренирует организм упражнениями и т. д. Но, несмотря на всё это, старость находит и её:
«Я осторожно открыл дверь особнячка, загорелся свет, указывая дорогу. Извилистая дорожка повела мимо домашних фонтанов, роскошных цветов, дальше толстые ковры, а в последней комнате на непомерно большой кровати, я увидел укрытую одеялом до подбородка сухонькую старушку со сморщенным, как печёное яблоко, лицом».
По указанию Владимира Светлану поместили в криогенную капсулу. Как только это стало возможно, Владимир восстановил её, и даже убедил Светлану пройти программу омоложения.
Коля — извечный балагур и бабник. Почти вся его речь состоит из остроумных цитат (придуманных естественно не им). Любит хвалиться своими похождениями. За десятки лет так и не изменился. Представляет собой обычного потребителя, не желающего никаких новшеств цивилизации, но активно их использующего. Под конец своей жизни погряз в развлечениях — виртуальных играх, собственном гареме из женщин — роботов и т. д. Перенеся несколько инфарктов, так и не захотел всерьёз заняться своим здоровьем.
Его итог очевиден: «когда пытались вытащить Колю из очередного инфаркта, у него вообще отказало все, что только могло отказать: почки, печень, легкие, иммунная и ферментная системы, спинной мозг. Врачи сражались за его жизнь, как могли, но, увы, медицина могуча, как никогда, но все еще не всемогуща. Колю кремировали на следующий день. Печально, что на похороны смогли явиться только Светлана и Михаил. Коля прожил в своё удовольствие всю жизнь, то есть так, что не оставил даже потомства. И лишь двое стариков приняли урну с его прахом и развеяли её на берегу реки».